# AVP Tour 2014
Die AVP Tour 2014 ist die nationale Turnierserie der Vereinigten Staaten im Beachvolleyball. Sie wurde in sieben Städten ausgetragen.

## Übersicht der Turniere
| Datum             | Stadt            | Sieger Männer                    | Sieger Frauen            |
| ----------------- | ---------------- | -------------------------------- | ------------------------ |
| 29. Mai – 1. Juni | Saint Petersburg | Bradley Keenan / John Mayer      | April Ross / Kerri Walsh |
| 3.–6. Juli        | Milwaukee        | Tri Bourne / John Hyden          | April Ross / Kerri Walsh |
| 7.–10. August     | Salt Lake City   | Jacob Gibb / Casey Patterson     | April Ross / Kerri Walsh |
| 14.–17. August    | Manhattan Beach  | Phil Dalhausser / Sean Rosenthal | April Ross / Kerri Walsh |
| 28.–31. August    | Cincinnati       | Jacob Gibb / Casey Patterson     | April Ross / Kerri Walsh |
| 5.–7. September   | Atlantic City    | Jacob Gibb / Casey Patterson     | April Ross / Kerri Walsh |
| 18.–21. September | Huntington Beach | Jacob Gibb / Casey Patterson     | April Ross / Kerri Walsh |

## Turniere
Nachfolgend werden jeweils die Top 8 der einzelnen Turniere aufgeführt. Die kompletten Ergebnisse gibt es in der Beach Volleyball Database (siehe Weblinks).

### Saint Petersburg
| Platz | Männer                           | Frauen                           |
| ----- | -------------------------------- | -------------------------------- |
| 1     | Bradley Keenan / John Mayer      | April Ross / Kerri Walsh         |
| 2     | Jacob Gibb / Casey Patterson     | Lauren Fendrick / Brooke Sweat   |
| 3     | Tri Bourne / John Hyden          | Emily Day / Summer Ross          |
| 3     | Phil Dalhausser / Sean Rosenthal | Lane Carico / Brittany Hochevar  |
| 5     | Theodore Brunner / Todd Rogers   | Kimberly DiCello / Tealle Hunkus |
| 5     | Jeremy Casebeer / Casey Jennings | Sarah Day / Olaya Pazo           |
| 7     | Ryan Doherty / Nicholas Lucena   | Jennifer Fopma / Whitney Pavlik  |
| 7     | Avery Drost / Ty Tramblie        | Briana Hinga / Geena Urango      |

### Milwaukee
| Platz | Männer                           | Frauen                           |
| ----- | -------------------------------- | -------------------------------- |
| 1     | Tri Bourne / John Hyden          | April Ross / Kerri Walsh         |
| 2     | Phil Dalhausser / Sean Rosenthal | Lauren Fendrick / Brooke Sweat   |
| 3     | Jacob Gibb / Casey Patterson     | Lane Carico / Brittany Hochevar  |
| 3     | Ryan Doherty / Nicholas Lucena   | Jennifer Fopma / Whitney Pavlik  |
| 5     | Theodore Brunner / Todd Rogers   | Emily Day / Summer Ross          |
| 5     | Jeremy Casebeer / Casey Jennings | Nicole Branagh / Amanda Dowdy    |
| 7     | Bradley Keenan / John Mayer      | Kimberly DiCello / Tealle Hunkus |
| 7     | Pedro Brazao / Steve Grotowski   | Sarah Day / Olaya Pazo           |

### Salt Lake City
| Platz | Männer                          | Frauen                           |
| ----- | ------------------------------- | -------------------------------- |
| 1     | Jacob Gibb / Casey Patterson    | April Ross / Kerri Walsh         |
| 2     | Ryan Doherty / Nicholas Lucena  | Lauren Fendrick / Brooke Sweat   |
| 3     | Tri Bourne / John Hyden         | Emily Day / Summer Ross          |
| 3     | Theodore Brunner / Todd Rogers  | Heather McGuire / Whitney Pavlik |
| 5     | Bradley Keenan / John Mayer     | Nicole Branagh / Amanda Dowdy    |
| 5     | Billy Allen / Trevor Crabb      | Traci Callahan / Emily Stockman  |
| 7     | Kevin McColloch / Matt Olson    | Olaya Pazo / Sheila Shaw         |
| 7     | Jason Lochhead / Russ Marchewka | Caitlin Ledoux / Irene Pollock   |

### Manhattan Beach
| Platz | Männer                            | Frauen                                  |
| ----- | --------------------------------- | --------------------------------------- |
| 1     | Phil Dalhausser / Sean Rosenthal  | April Ross / Kerri Walsh                |
| 2     | Theodore Brunner / Todd Rogers    | Lauren Fendrick / Brooke Sweat          |
| 3     | Tri Bourne / John Hyden           | Emily Day / Summer Ross                 |
| 3     | Bradley Keenan / John Mayer       | Lane Carico / Kimberly DiCello          |
| 5     | Adrian Carambula / Stafford Slick | Nicole Branagh / Amanda Dowdy           |
| 5     | Billy Allen / Trevor Crabb        | Kathryn Piening / Megan Wallin-Brockway |
| 7     | Jacob Gibb / Casey Patterson      | Sarah Day / Christal Engle              |
| 7     | Jeremy Casebeer / Casey Jennings  | Angela Bensend / Geena Urango           |

### Cincinnati
| Platz | Männer                            | Frauen                            |
| ----- | --------------------------------- | --------------------------------- |
| 1     | Jacob Gibb / Casey Patterson      | April Ross / Kerri Walsh          |
| 2     | Ryan Doherty / Nicholas Lucena    | Lauren Fendrick / Brooke Sweat    |
| 3     | Tri Bourne / John Hyden           | Lane Carico / Kimberly DiCello    |
| 3     | Jeremy Casebeer / Casey Jennings  | Brittany Hochevar / Ali McColloch |
| 5     | Bradley Keenan / John Mayer       | Emily Day / Summer Ross           |
| 5     | Avery Drost / Derek Olson         | Jess Clausen / Morgan Miller      |
| 7     | Adrian Carambula / Stafford Slick | Sarah Day / Christal Engle        |
| 7     | Billy Allen / Trevor Crabb        | Traci Callahan / Emily Stockman   |

### Atlantic City
| Platz | Männer                            | Frauen                                  |
| ----- | --------------------------------- | --------------------------------------- |
| 1     | Jacob Gibb / Casey Patterson      | April Ross / Kerri Walsh                |
| 2     | Ryan Doherty / Nicholas Lucena    | Emily Day / Summer Ross                 |
| 3     | Billy Allen / Trevor Crabb        | Lane Carico / Kimberly DiCello          |
| 3     | Adrian Carambula / Stafford Slick | Kathryn Piening / Megan Wallin-Brockway |
| 5     | Tri Bourne / John Hyden           | Heather McGuire / Whitney Pavlik        |
| 5     | Andrei Below / Ty Tramblie        | Amanda Dowdy / Branagan Fuller          |
| 7     | Pedro Brazao / Steve Grotowski    | Brittany Hochevar / Ali McColloch       |
| 7     | Jason Lochhead / Russ Marchewka   | Tealle Hunkus / Kendra VanZwieten       |

### Huntington Beach
| Platz | Männer                            | Frauen                            |
| ----- | --------------------------------- | --------------------------------- |
| 1     | Jacob Gibb / Casey Patterson      | April Ross / Kerri Walsh          |
| 2     | Tri Bourne / John Hyden           | Heather McGuire / Whitney Pavlik  |
| 3     | Ryan Doherty / Nicholas Lucena    | Lauren Fendrick / Brooke Sweat    |
| 3     | Adrian Carambula / Stafford Slick | Lane Carico / Kimberly DiCello    |
| 5     | Theodore Brunner / Todd Rogers    | Emily Day / Summer Ross           |
| 5     | Hudson Bates / Dave McKienzie     | Sarah Day / Christal Engle        |
| 7     | Avery Drost / Derek Olson         | Brittany Hochevar / Ali McColloch |
| 7     | Jason Lochhead / Russ Marchewka   | Traci Callahan / Emily Stockman   |